# زیبران
زیبران یک منطقهٔ مسکونی در ایران است که در دهستان شوسف واقع شده‌است.